# Salix songarica
Salix songarica — вид квіткових рослин із родини вербових (Salicaceae).

## Морфологічна характеристика
Це дерево до 6 метрів заввишки; кора бурувата; крона густа. Молоді гілочки буруваті, тонкі. Листкова ніжка 3–10 мм, залозиста; листкова пластинка ланцетна чи вузько-ланцетна, 30–75 × 5–12 мм, обидві поверхні зелені, голі, край цільний або злегка неглибоко зубчастий, верхівка загострена. Чоловіча сережка тонка, 5–7 см. Чоловіча квітка: тичинок 3 (або 4), базально волосисті. Жіноча сережка з вузько обернено-яйцеподібними приквітками. Жіноча квітка: зав'язь яйцювато-конічна, ≈ 4 мм, гола. Коробочка 5–5.5 мм.

## Середовище проживання
Китай [Сіньцзян], Афганістан, Казахстан, Туркменістан, Узбекистан. Росте біля річок і потоків рівнин і пустель.

## Використання
Дерево збирають з дикої природи для місцевого використання деревини. Його можна висаджувати вздовж берегів для стабілізації ґрунту та вирощувати як декоративну рослину.